# Ben Honis
Benjamin Konrad Honis, noto come Ben Honis (Syracuse, 1996), è un lottatore statunitense naturalizzato italiano, specializzato nella lotta libera.

## Biografia
È figlio di Kurt e Maria Honis. Ha una sorella e un fratello.
Ha iniziato a lottare nei campionati collegiali a Syracuse, raggiungendo il secondo posto agli US Open 2019. Ha fatto parte anche della squadra universitaria di football americano come membro dello special team. Ha prtaticato anche lacrosse.
Ha ottenuto la cittadinanza italiana all'inizio del 2022.
Ha rappresentato l'Italia ai mondiali di Belgrado 2022 è stato eliminato dal cinese Muheite Tuerxunbieke ai sedicesimi. 
Agli europei di Zagabria 2023 è stato estromesso dal tabellone principale agli ottavi dall'azero Magomedkhan Magomedov; ai ripescaggi è stato sconfitto dallo svizzero Samuel Scherrer. Ai mondiali di Belgrado 2023 è stato eliminato dall'iraniano Mojtaba Goleij ai sedicesimi.
Agli europei di Bucarest 2024 ha perso contro lo slovacco Batyrbek Cakulov ai sedicesimi. Ai mondiali di Tirana 2024 si è piazzato 5º, perdendo la finale per il bronzo contro lo slovacco Batyrbek Cakulov, impostosi ai punti per 8-6.

## Palmarès
| Anno                                  | Manifestazione | Sede     | Evento | Risultato | Note |
| ------------------------------------- | -------------- | -------- | ------ | --------- | ---- |
| In rappresentanza della Gran Bretagna |                |          |        |           |      |
| 2022                                  | Mondiali       | Belgrado | 97 kg  | 15º       |      |
| 2023                                  | Europei        | Zagabria | 97 kg  | 5º        |      |
| 2023                                  | Mondiali       | Belgrado | 97 kg  | 25º       |      |
| 2024                                  | Europei        | Bucarest | 97 kg  | 17º       |      |
| 2024                                  | Mondiali       | Tirana   | 97 kg  | 5º        |      |